# Рембкув
Рембкув (пол. Rębków) — село в Польщі, у гміні Гарволін Ґарволінського повіту Мазовецького воєводства.
Населення — 1039 осіб (2011).
У 1975-1998 роках село належало до Седлецького воєводства.

## Демографія
Демографічна структура станом на 31 березня 2011 року:
|          | Загалом | Допрацездатний вік | Працездатний вік | Постпрацездатний вік |
| -------- | ------- | ------------------ | ---------------- | -------------------- |
| Чоловіки | 513     | 115                | 348              | 50                   |
| Жінки    | 526     | 130                | 289              | 107                  |
| Разом    | 1039    | 245                | 637              | 157                  |